# Al-Chwarizmi

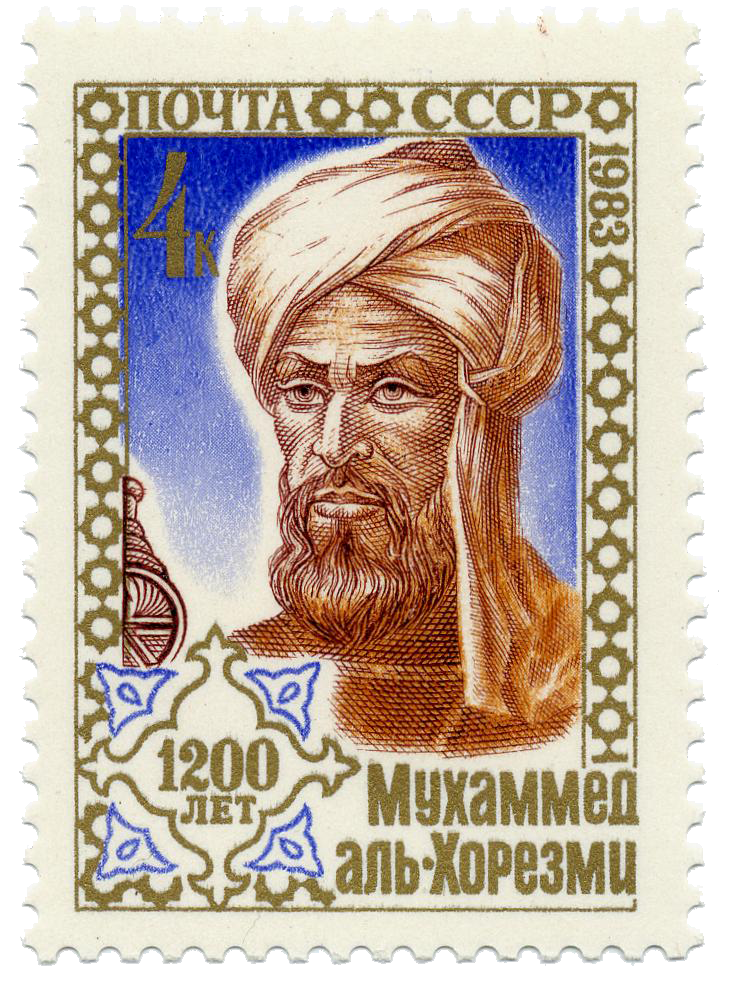
Postzegel uit de Sovjet-Unie met Al-Chwarizmi.

Mohammad ibn Moesa al-Chwarizmi (Perzisch: محمد بن موسى الخوارزمي; diverse spellingvarianten) was een van de beroemdste wetenschappers op de gebieden van wiskunde, geografie en astronomie. Hij was van Perzische afkomst, is geboren tussen 780 en 800 en gestorven tussen 840 en 845. Al-Chwarizmi studeerde in het Huis der Wijsheid in Bagdad. Hij schreef al zijn werken in het Arabisch, de taal van de wetenschap in de islamitische wereld. Zijn systematische en logische aanpak van het oplossen van lineaire en kwadratische vergelijkingen gaven gestalte aan de algebra, een vakgebied dat zijn naam ontleent aan Chwarizmi's beroemde boek: Hisab al-jabr wa al-muqabala (Arabisch: حساب الجبر و المقابلة) – "de theorie van transformatie en herstel", refererend aan de manieren waarop deeltermen in algebraïsche termen gemanipuleerd kunnen worden.
Hij is geboren in de streek Chorasmië, destijds onderdeel van het Perzische Rijk (later bekend als Xiva, tegenwoordig de provincie Xorazm in Oezbekistan). De naam al-Chwarizmi betekent afkomstig uit Chorasmië. Zijn familie verhuisde kort daarna naar een dorpje nabij Bagdad, waar hij in de periode 813 tot 833 het grootste gedeelte van zijn werk schreef. Het is onduidelijk welke taal hij sprak – Perzisch is een mogelijkheid, maar waarschijnlijker is dat het Chorasmisch was, een inmiddels in onbruik geraakt dialect van het Perzisch.
Het concept van een algoritme in de wiskunde is zijn idee. Om deze reden wordt hij wel "de grootvader van de informatica" genoemd. De woorden "algoritme" en "algorisme" zijn van zijn naam afgeleid, waaruit zijn belang als wetenschapper blijkt.
Behalve aan de algebra leverde hij grote bijdragen aan gebieden als trigonometrie, astronomie en astrologie, geografie en cartografie.
Hoewel het leeuwendeel van zijn werk op eigen onderzoek gestoeld is, deed hij ook veel aan de samenvoeging van kennis uit Griekse, Indische, Egyptische en andere bronnen. Hij nam het Indische symbool "0" over en introduceerde het gebruik van Arabische cijfers in de wiskunde.  
Chwarizmi systematiseerde en corrigeerde het werk van Ptolemeus op het gebied van geografie, astronomie en astrologie met zijn eigen bevindingen. Hij gaf leiding aan een groep van 70 cartografen om een kaart van de toen bekende wereld te maken.
Vanaf de 12e eeuw, toen zijn werk vertaald werd in het Latijn, oefende zijn werk, met name op het gebied van de algebra, een diepgaande invloed uit op de verdere ontwikkeling van de wiskunde in Europa. Zijn werken bleven tot aan de 16e eeuw toonaangevend aan de Europese universiteiten.
Hij schreef ook over mechanische uitvindingen als de klok, het astrolabium en de zonnewijzer. Tot zijn andere bijdragen behoren trigonometrische tabellen, verbeteringen in de meetkundige representatie van kegelsneden en aspecten van de twee-fouten calculus.